# Hedina Sijerčić
Hedina Sijerčić (n. 11 noiembrie 1960, Sarajevo, Bosnia și Herțegovina) este o jurnalistă și poetă romani.
A organizat programele în limba romani ale postului radio-TV din Sarajevo. Mai tîrziu s-a mutat în Toronto, Canada, unde a devenit editor-șef al primei publicații romani canadiene, Romano lil, între 1998 și 2001. În 2001 a participat ca delegat din partea Canadei la Conferința împotriva rasismului și discriminării din Quito, Ecuador.
În 1989 a fost editoare și scriitoare a două filme documentare, Adjive Romen și Karankoci-Koci. În 1991 a tradus din romani în sârbocroată filmul Ratvali bijav („Nunta însîngerată”). În 1995 a tradus din sârbo-croată în romani cartea Ilmihal. După mutarea în Canada, a devenit editor-șef și contribuitor la culegerea de texte în romani Kanadake Romane Mirikle („Perle romani din Canada”), din 1999. Hedina este autoarea cărții Romany Legends („Legende romani”), cu texte în engleză și germană (2004). În 2007 a publicat culegerea de poezii Dukh ("Durere"), în romani și engleză.